# Sam Snead

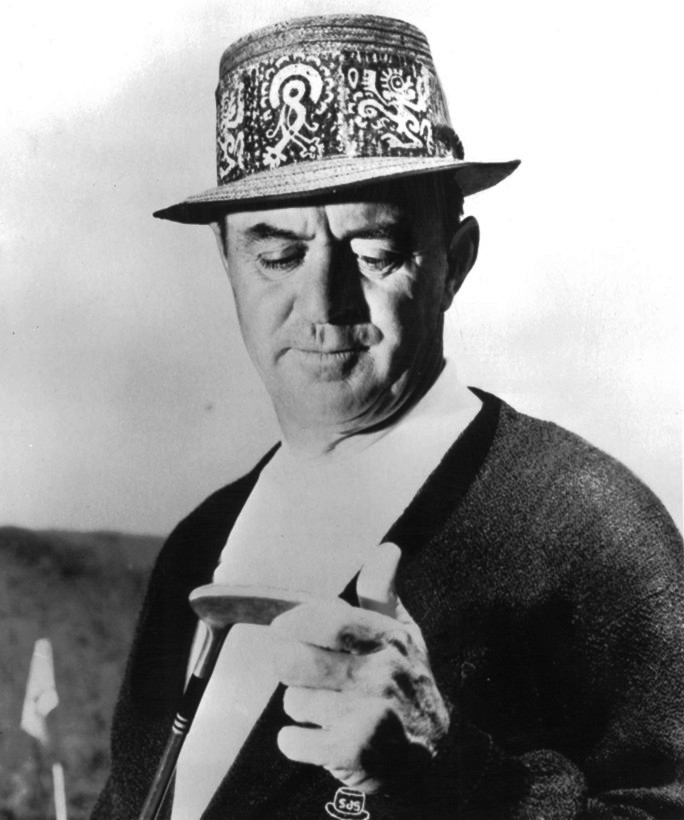
1967

Samuel Jackson Snead (Ashwood (Virginia), 27 mei 1912 – Hot Springs, 23 mei 2002) was vier decennia lang een van de topgolfers in de wereld. Hij won ruim 160 toernooien waarvan 82 op de Amerikaanse PGA Tour. 
Zijn belangrijkste overwinningen waren: drie keer The Masters (1949, 1953, 1954), drie keer het PGA Championship (1942, 1949, 1951) en in 1946 het Brits Open. Hij is ook de enige speler op de PGA Tour die acht keer hetzelfde toernooi won, het Greater Greensboro Open. Hij was ook de eerste speler die 82 toernooien op de Amerikaanse Tour behaalde.  
Op latere leeftijd won hij nog zes keer het US Senior PGA Kampioenschap. Op 70-jarige leeftijd won hij nog het Legends of Golf-toernooi samen met Gardner Dickinson.
Snead was verder vooral bekend om zijn opvallende verschijning: hij droeg vaak een strooien hoed en speelde vaak blootsvoets.

## Gewonnen
Zijn belangrijkste overwinningen waren:
- 1938: Greater Greensboro Open
- 1942: PGA Championship
- 1946: Brits Open, Greater Greensboro Open
- 1949: The Masters, PGA Championship, Greater Greensboro Open
- 1950: Greater Greensboro Open
- 1951: PGA Championship
- 1952: The Masters
- 1954: The Masters
- 1955: Greater Greensboro Open
- 1956: Greater Greensboro Open
- 1960: Greater Greensboro Open
- 1965: Greater Greensboro Open

Senior Tour
- US Senior PGA in 1964, 1965, 1067, 1970, 1972, 1973